# Iridomyrmex anteroinclinus
Iridomyrmex anteroinclinus es una especie de hormiga del género Iridomyrmex, subfamilia Dolichoderinae. Fue descrita científicamente por Shattuck en 1993.

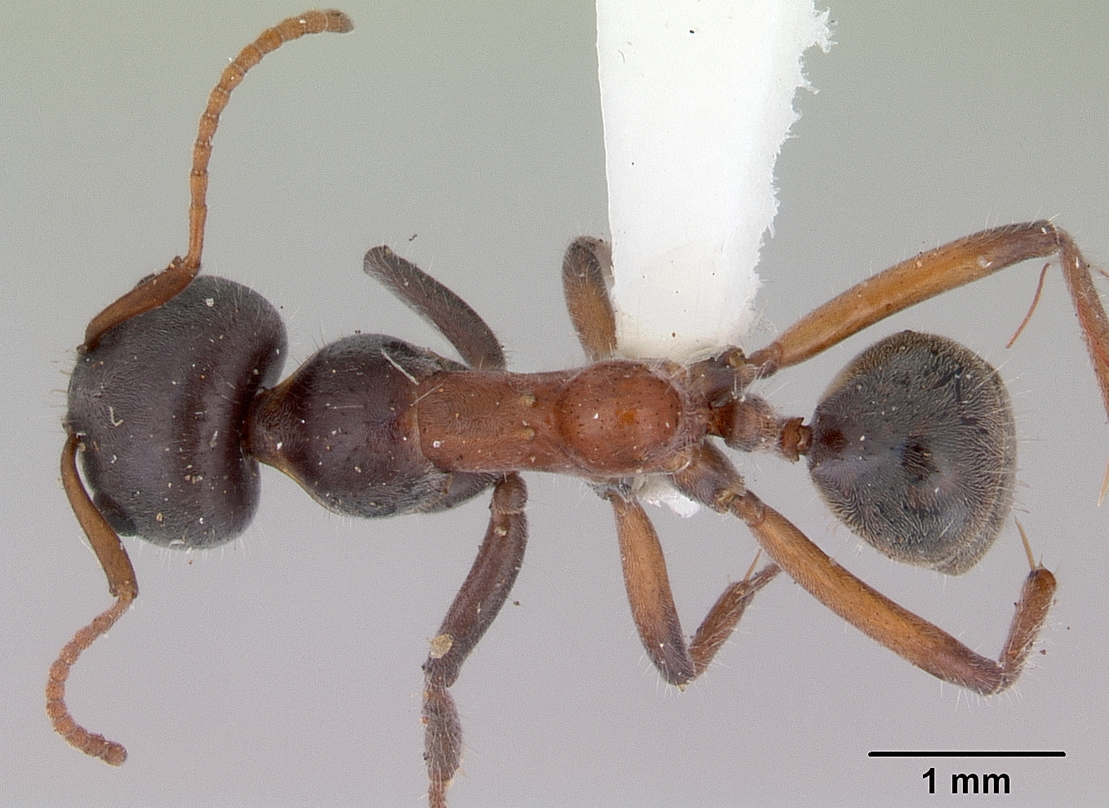
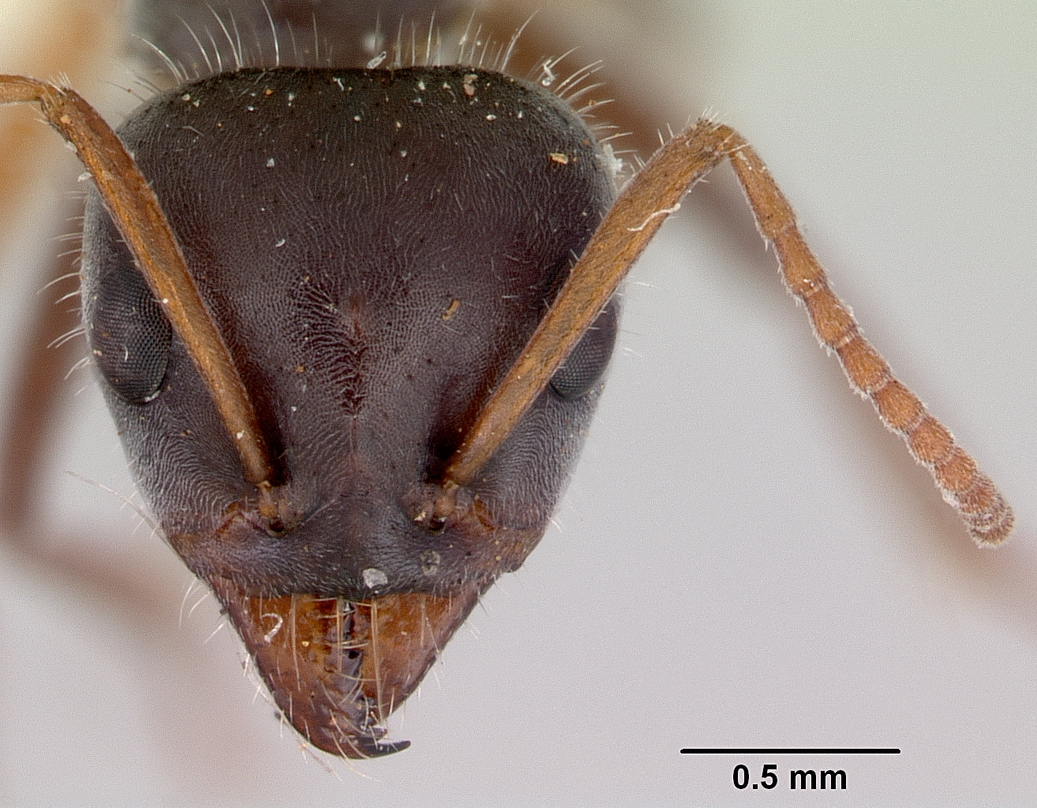

Se distribuye por Australia.